# Jakub Rojt
Jakub Rojt, křtěný Jakub Tomáš, uváděn též Jakub Royt (29. prosince 1860 Domažlice – 10. ledna 1890 Domažlice), byl český sochař.

## Život
Jakub Rojt se narodil v Domažlicích v rodině krejčovského tovaryše Johanna Rojta a jeho ženy Marie rodem Hofmistrové. Od mládí byl velmi talentovaný a výtečně kreslil, což mělo velký význam na jeho pozdější povolání. Základní vzdělání pobral ve městě svého narození, později do Domažlic zajížděl na návštěvu příbuzných sochař Alois Amort a když se dozvěděl o nadaném Jakubovi, vzal si jej k sobě do Olomouce, aby jej zasvětil do sochařského umění.
Alois Amort mu po dohodě s jeho rodiči zajistil studium na Akademii umění v Mnichově, kde měl velmi dobré výsledky. Pak ještě studoval v Budapešti, kde vytvořil první práce pro veřejnost. Největší tvůrčí činnost prožíval ve Vídni, kde značným podílem spolupracoval na výzdobě nového dvorního divadla, pro niž vytvořil několik soch. Jeho návrhy na výzdobu různých známých budov budily obdiv.
Po návratu do vlasti, zvláště pak do Prahy, vytvořil pro budovu Národního muzea sochy alegorie věd „Mineralogie“ a „Geologie“. Zúčastnil se zde rovněž úspěšně i soutěže na výzdobu obnoveného Národního divadla a prostranství před Rudolfinem. V závěru svého života byl sklácen krutou nemocí, tuberkulózou plic, které následně v Domažlicích podlehl 10. ledna roku 1890 a následně byl 12. ledna pohřben na hřbitově svatého Jana v Domažlicích, později nechala jeho sestra Marie přenést jeho ostatky na nový hřbitov.
V roce 1935 byl v Domažlicích, tomuto umělci, sochaři péčí jeho sestry Marie Wallnerové postaven pomník. Busta na pomníku je dílem Václava Amorta, tehdy žijícího v Domažlicích, je z bronzu a vytvořena byla v Anýžových dílnách v Praze. Žulový pylon pochází od kamenického mistra Josefa Štěpánka z Havlovic a základy byly vyzděny místním stavitelem Aloisem Procházkou. Na bronzové desce je umístěn nápis:
- Zdejší rodák, žák národních škol Jakub Royt, akademický sochař, který v jeho umělecké dráze nad jiné nadaný 1860-1890. Památník věnovala sestra Marie

## Galerie

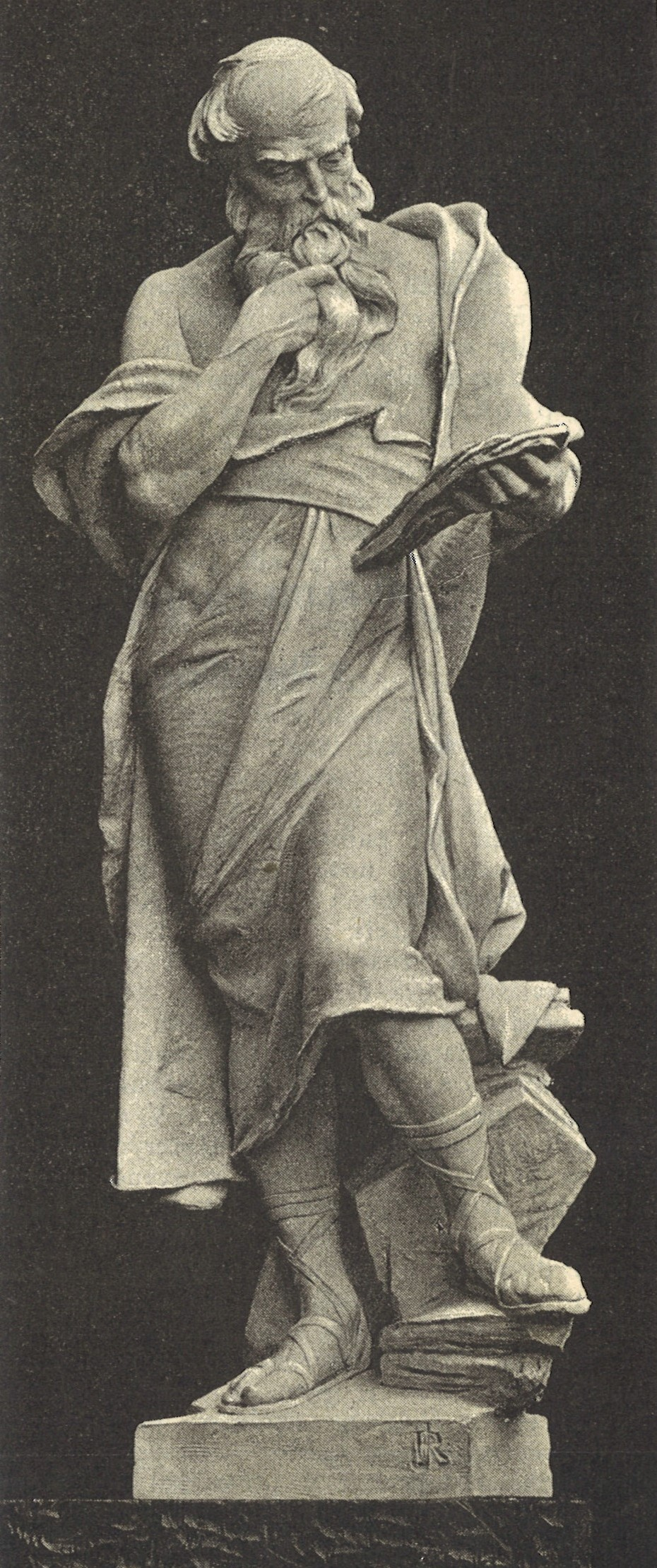
„Geologie“ Socha na výzdobě Národního Muzea v Praze, modeloval J.Royt
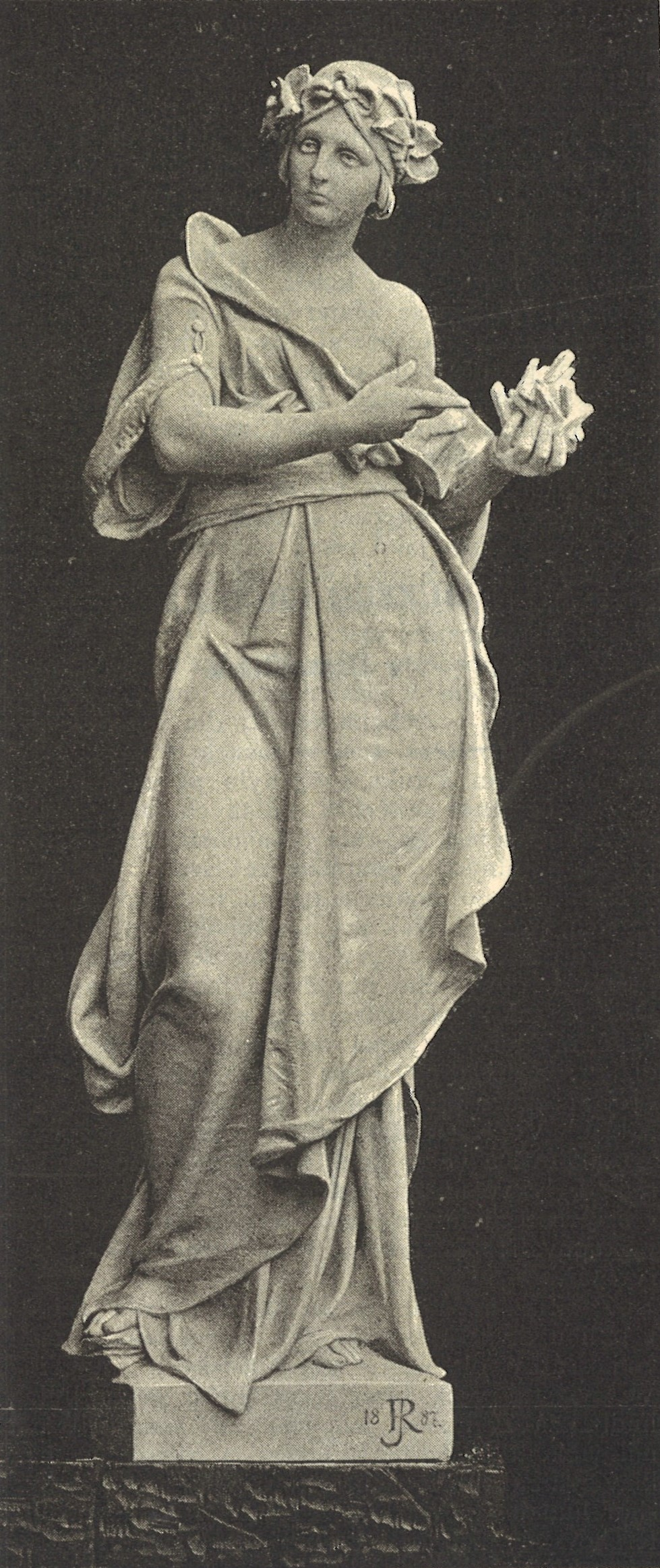
„Mineralogie“ Socha na výzdobě Národního Muzea v Praze, modeloval J.Royt